# Yenibahçe (Silifke)
Yenibahçe ist ein Ort im Bezirk Silifke der türkischen Provinz Mersin. Bis 2012 war Yenibahçe ein Dorf mit zuletzt 360 Einwohnern und wurde dann nach einer Gebietsreform zum Ortsteil des Bezirkszentrums Silifke. Der Ort liegt etwa 10 Kilometer nordöstlich von Silifke und 60 Kilometer südwestlich der Provinzhauptstadt Mersin. Er liegt in dem nach ihm benannten Tal Yenibahçe Deresi, das sich vom Küstenort Atakent am Mittelmeer ins bergige Landesinnere bis İmamlı zieht. Westlich und östlich des Tales verlaufen zwei Straßen, die von Atakent kommen und sich hinter İmamlı treffen, um von dort weiter nach Uzuncaburç zu führen. Eine steile Straße, die in Serpentinen diese beiden Wege miteinander verbindet, durchquert auf dem Grund des Tales das Dorf Yenibahçe.
Auf der westlichen Seite liegt hoch über der Schlucht die Ruinenstätte von Barakçıkale mit Bauten aus hellenistischer bis römisch-frühbyzantinischer Zeit. An der Ostseite finden sich in ähnlicher Lage die Überreste von Paslı und Tekkadın.